# 序类型
在数学中，特别是集合论中，序数可以用来标记(label)任何给定良序集合的元素(最小元素标记为 0，次小标记为 1，再次是 2，以此类推)，并通过未用来标记这个集合的元素的最小的序数来测量整个集合的“长度”。这个集合的“长度”叫做序类型。
序数表示良序集合的等价类，这里的等价关系是序同构。这样的序数是在等价类中任何集合的序类型。
更加形式的说，良序集合的序类型是唯一的序数，对于它有在序数和良序集合之间的一个序保持双射。
例如，考虑小于 ω·2+7 的偶序数的集合:
{0, 2, 4, 6, ...; ω, ω+2, ω+4, ...; ω·2, ω·2+2, ω·2+4, ω·2+6}.
它的序类型是 ω·2+4，也就是:
{0, 1, 2, 3, ...; ω, ω+1, ω+2, ...; ω·2, ω·2+1, ω·2+2, ω·2+3}.